# チャック・ノリス in ヘルバウンド/地獄のヒーロー5
『チャック・ノリス in ヘルバウンド/地獄のヒーロー5』（Hellbound）は、1994年のアメリカ映画。アクション映画。監督はチャック・ノリスの実弟、アーロン・ノリス。キャノン・グループ最後のチャック・ノリス主演作品。

## ストーリー
シカゴ市警の捜査官シャッターとジャクションは、ユダヤ教牧師の残忍な殺人事件の尋問のためイスラエルへ飛ぶ。捜査を続けて行くなかでこの奇妙な事件は、超常現象であるということを二人は理解し始める。

## スタッフ
- 製作： ディーン・ラファエル・フェッランディーニ、アンソニー・レディオ
- 製作総指揮： ヨーラン・グローバス、クリストファー・ピアース
- 監督： アーロン・ノリス
- 脚本： ブレント・V・フリードマン、ガレノス・トンプソン
- 原案： イアン・ラビン、アンソニー・レディオ、ブレント・V・フリードマン
- 撮影： ジョアン・フェルナンデス
- 編集： マイケル・J・ダシー、ピーター・S・エリオット
- 音楽： ジョージ・S・クリントン

## 出演
| 役名                    | 俳優                    | 日本語吹替 | 日本語吹替                                                                        |
| 役名                    | 俳優                    | VHS版      | テレビ東京版                                                                      |
| ----------------------- | ----------------------- | ---------- | --------------------------------------------------------------------------------- |
| フランク・シャッター    | チャック・ノリス        | 金尾哲夫   | 銀河万丈                                                                          |
| カルヴィン・ジャクソン  | カルヴィン・レヴェルズ  | 星野充昭   | 堀内賢雄                                                                          |
| ロックリー プロサタノス | クリストファー・ニーム  | 笹岡繁蔵   | 谷口節                                                                            |
| レスリー                | シェリー・J・ウィルソン | 幸田直子   | 高島雅羅                                                                          |
| キング・リチャード      | デビッド・ロブ          |            |                                                                                   |
| キャプテン・ハル        | シェリー・フランクリン  |            |                                                                                   |
| カルロス                | ビクトル・キンテーロ    |            |                                                                                   |
| ボーンヘッド            | ティム・グレエム        |            |                                                                                   |
| ナレーター              |                         |            | 黒沢良                                                                            |
| その他                  |                         |            | 藤夏子 秋元羊介 塩屋翼 島香裕 家中宏 岩田安生 星野充昭 秋間登 沢海陽子 津村まこと |
|                         |                         |            |                                                                                   |
| 演出                    |                         |            | 清水勝則                                                                          |
| 翻訳                    |                         |            | 徐賀世子                                                                          |
| 調整                    |                         |            | 佐竹徹也                                                                          |
| 効果                    |                         |            | 南部満治                                                                          |
| 録音                    |                         |            | 東京テレビセンター                                                                |
| 担当                    |                         |            | 柴川謙一                                                                          |
| プロデューサー          |                         |            | 深澤幹彦 渡邉一仁                                                                 |
| 配給                    |                         |            | 日本ヘラルド映画                                                                  |
| 制作                    |                         |            | テレビ東京 ザック・プロモーション                                                 |
| 制作協力                |                         |            | 武市プロダクション                                                                |
| 初回放送                |                         |            | 1997年11月27日 『木曜洋画劇場』                                                   |